# Änis Ben-Hatira
Änis Ben-Hatira (arabisch أنيس بن حتيرة, DMG Anīs b. Ḥatīra; * 18. Juli 1988 in Berlin) ist ein tunesisch-deutscher Fußballspieler. Nach Einsätzen für die deutschen Juniorennationalmannschaften bestritt er zwischen 2012 und 2016 insgesamt zwölf Länderspiele für die tunesische A-Nationalmannschaft.

## Karriere

### Vereine

#### Jugend
Ben-Hatira wuchs im West-Berliner Bezirk Wedding auf und begann mit vier Jahren beim Berliner Club BSC Reinickendorf zu kicken. Mit acht Jahren wurde er zu den Reinickendorfer Füchsen geholt, nachdem er von den Jugendtrainern der Füchse beim Ball hochhalten bzw. jonglieren beobachtet worden war.
1999 ging er in die Jugendabteilung von Hertha BSC. In der B-Jugend wechselte er zu Tennis Borussia Berlin.

#### Hamburger SV
Im Oktober 2005 hatte der FC Bayern großes Interesse an Ben-Hatira. Nach einem Anruf von Hermann Gerland war Ben-Hatira in München, sogar das ihm zugedachte Internatszimmer wurde ihm gezeigt. Aber am Ende entschied er sich für einen Wechsel in die Hansestadt. Im Januar 2006 wurde er vom Hamburger SV verpflichtet, der für Ben-Hatira eine Ausbildungsentschädigung in Höhe von 25.000 € an TeBe überwies. Vor der Saison 2006/07 unterschrieb Ben-Hatira beim HSV einen Profivertrag. Seinen ersten Einsatz in der Bundesliga bestritt er am 24. Februar 2007 beim 3:1-Sieg im Heimspiel gegen Eintracht Frankfurt, als er für Mehdi Mahdavikia in der 76. Minute eingewechselt wurde. Sein erstes Bundesligaspiel von Anfang an bestritt er am 1. April 2007 beim 1:0-Sieg im Heimspiel gegen den VfL Wolfsburg, in dem er für Alexander Laas in der 81. Minute ausgewechselt wurde. Im Saisonverlauf kam er weitere drei Mal in der Bundesliga zum Einsatz. Am 7. April 2007 wurde er bei der 2:4-Niederlage im Heimspiel gegen den VfB Stuttgart von Schiedsrichter Lutz Wagner in der 34. Minute mit der Roten Karte des Feldes verwiesen, nachdem er Matthieu Delpierre gefoult hatte; daraufhin wurde er vom Sportgericht des Deutschen Fußball-Bundes für drei Spiele gesperrt. Im Mai 2007 verlängerte er seinen Vertrag beim HSV vorzeitig bis 2012. Bis zur Winterpause der Saison 2008/09 spielte er 39 Mal in der Regionalliga-Mannschaft und erzielte zehn Tore.

#### Zwischen Hamburg und Duisburg
Im Februar 2009 wechselte Ben-Hatira auf Leihbasis zum MSV Duisburg, bei dem er mehr Spielpraxis bekommen sollte. Am 2. März 2009, beim 2:1-Sieg im Auswärtsspiel gegen Alemannia Aachen, wurde er für Marcel Heller in der 77. Minute eingewechselt und erzielte sechs Minuten später das Siegtor. Insgesamt kam Ben-Hatira auf 13 Einsätze in der 2. Bundesliga, in denen er zwei Tore erzielte.
Nach Auslaufen der Leihfrist kehrte Ben-Hatira zur Saison 2009/10 zunächst zum Hamburger SV zurück. Unter Bruno Labbadia kam er am 6. August 2009 bei der 0:1-Niederlage gegen den Randers FC im Rückspiel der dritten Qualifikationsrunde zur UEFA Europa League zu einem Startelfeinsatz.
Ende August 2009 wechselte Ben-Hatira auf Leihbasis erneut zum MSV Duisburg. Er kam bei seinem zweiten Gastspiel auf 16 Zweitligaeinsätze, in denen er ein Tor erzielte.
Zur Saison 2010/11 kehrte Ben-Hatira wieder zum HSV zurück. Am 27. November 2010 gab Ben-Hatira sein Comeback beim HSV in der Fußball-Bundesliga: Er wurde beim 4:2-Sieg im Heimspiel gegen den VfB Stuttgart für Tunay Torun eingewechselt. Am 15. Januar 2011, beim 1:0-Sieg im Auswärtsspiel gegen den FC Schalke 04, bestritt er schließlich sein erstes Bundesligaspiel über 90 Minuten für den HSV, nachdem er sich durch starke Leistungen im Wintertrainingslager in Dubai hervorgetan hatte. Am 19. Februar 2011, beim 4:0-Sieg im Heimspiel gegen Werder Bremen, sorgte er fünf Minuten nach seiner Einwechslung mit seinem ersten Bundesligator für den Endstand.

#### Hertha BSC
Zur Saison 2011/12 wechselte Ben-Hatira vom HSV zu Hertha BSC. Über die Ablösemodalitäten wurden keine Angaben gemacht. Ben-Hatira unterschrieb einen bis zum 30. Juni 2015 gültigen Vertrag und erhielt das Trikot mit der Rückennummer 17. Am 10. September 2011 debütierte er für die Hertha bei der 1:3-Niederlage im Auswärtsspiel gegen Borussia Dortmund.
Sein erstes Tor für die Berliner erzielte er am 24. März 2012 beim 3:1-Sieg im Auswärtsspiel gegen den 1. FSV Mainz 05. Am 5. Mai 2012 gelangen ihm erstmals zwei Tore in einem Bundesligaspiel. Damit war er maßgeblich am 3:1-Heimsieg gegen die TSG 1899 Hoffenheim beteiligt. Mit dem Sieg sicherte sich der Bundesligaaufsteiger einen Platz in der Relegation um den Verbleib in dieser Spielklasse. Insgesamt bestritt Ben-Hatira bis 2015 für Hertha BSC 70 Spiele und erzielte 14 Tore.

#### Eintracht Frankfurt
Im Februar 2016 wechselte Ben-Hatira zum Ligakonkurrenten Eintracht Frankfurt, bei dem er einen bis Saisonende gültigen Vertrag unterschrieb.
Am 19. März 2016 wurde er zum Matchwinner, als er in seinem dritten Punktspiel für die Frankfurter in der 33. Minute den 1:0-Siegtreffer im Heimspiel gegen Hannover 96 erzielte.
Nach Auslaufen seines Vertrages verließ Ben-Hatira den Verein nach Saisonende wieder.

#### SV Darmstadt 98
Im August 2016 wurde Ben-Hatira vom Ligakonkurrenten SV Darmstadt 98 verpflichtet. Am 8. Spieltag der Saison 2016/17 erzielte er mit einem direkt verwandelten Freistoß sein erstes Tor für Darmstadt 98 im Spiel gegen den VfL Wolfsburg. Im Januar 2017 trennten sich Darmstadt 98 und Ben-Hatira einvernehmlich.
Zuvor (Ende 2016) war bekannt geworden, dass Ben-Hatira sich über die Organisation Ansaar International für mehrere Wasserprojekte eingesetzt hatte.
Die Organisation warb mit Ben-Hatira auf ihrer Homepage für sich. Ansaar International wird u. a. von Verfassungsschutzbehörden Nordrhein-Westfalens und Bayerns beobachtet und als salafistisch bzw. als eng mit salafistischen Gruppierungen verwoben eingestuft. Diese finanzielle Unterstützung stieß deswegen bei mehreren Medien und dem hessischen Innenminister Peter Beuth (CDU) auf scharfe Kritik. Beuth forderte vom Verein, „klare Grenzen“ zu setzen.

#### Über die Türkei und Tunesien nach Ungarn
Am 31. Januar 2017 wechselte Ben-Hatira zum türkischen Erstligisten Gaziantepspor. Er erhielt einen Vertrag bis zum Ende der Saison 2016/17 mit der Option auf eine weitere Spielzeit. Dort kam er in 14 Ligaspielen zum Einsatz, konnte mit seinen zwei Toren aber nicht den Abstieg in die TFF 1. Lig verhindern. Die Option zur Vertragsverlängerung blieb ungenutzt, sodass Ben-Hatira den Verein verließ.
Nachdem Ben-Hatira seit Juli 2017 vereinslos gewesen war, schloss er sich am 14. September 2017 dem tunesischen Rekordmeister Espérance Tunis an, bei dem er einen Zweijahresvertrag erhielt.
Im Mai 2018 löste er seinen Vertrag in Tunis auf und blieb daraufhin acht Monate ohne Vereinszugehörigkeit. Am 13. Februar 2019 wurde bekannt, dass Ben-Hatira sich dem ungarischen Erstligisten Honvéd Budapest anschloss und einen Vertrag bis 2020 erhielt.

#### Weitere Stationen
Im Januar 2020 kehrte Ben-Hatira nach Deutschland zurück: Er schloss sich dem Zweitligisten Karlsruher SC an, bei dem er einen Vertrag bis Saisonende unterschrieb. Ben-Hatira bestritt 11 von 15 möglichen Spielen für den Karlsruher SC und schoss dabei ein Tor.
Nach Ablauf der Saison wurde sein Vertrag nicht verlängert.
Ben-Hatira war dann zunächst ohne Vertrag, bevor er Ende Januar 2021 beim griechischen Verein AE Larisa einen Vertrag bis zum Ende der Saison 2020/21 unterschrieb.
Im Februar 2022 wechselte Ben-Hatira zum Regionalligisten Berliner AK 07. Dort spielte er bis zum Ende der Saison 2021/22.
Anfang August 2022 schloss sich Ben-Hatira dem tunesischen Erstligisten US Monastir an. Nach vier Einsätzen verließ er den Verein Ende Januar 2023 wieder.
Während der Sommerpause 2023 kehrte Ben-Hatira zu Hertha BSC zurück und stieg in das Training der zweiten Mannschaft ein. Ende September 2023 stand er in der Regionalliga Nordost erstmals im Spieltagskader.

### Nationalmannschaft
Ben-Hatira war deutscher U-19-Nationalspieler und hat an der U-19-Europameisterschaft 2007 teilgenommen. Dort erreichte er mit der deutschen Mannschaft das Halbfinale und wurde Torschützenkönig (3 Tore), gemeinsam mit Konstantinos Mitroglou. Mit der U-21-Nationalmannschaft gewann Ben-Hatira 2009 die U-21-Europameisterschaft.
Am 29. Februar 2012 debütierte Ben-Hatira in der tunesischen Nationalmannschaft, die gegen die Auswahl Perus ein 1:1-Unentschieden erzielte. Bis 2016 kam er zu insgesamt zwölf Länderspielen, seitdem wurde er nicht mehr berücksichtigt.

## Sonstiges
Mit der Bundeswehr-Nationalmannschaft nahm er an den vom 14. bis 21. Oktober 2007 in Hyderabad (Indien) ausgetragenen vierten CISM-Militärweltspielen teil. Das Fußballturnier war für ihn und seine Mannschaft nach einem 1:1 gegen Kamerun und einer 1:3-Niederlage gegen Nordkorea bereits nach der Vorrunde beendet.
Ben-Hatira hat eine Zwillingsschwester, einen acht Jahre älteren Bruder, der u. a. bei der TSG Neustrelitz Fußball spielte, sowie einen jüngeren Bruder.
Er ist Gründungsmitglied der Kindersportstiftung des vormaligen Bundestagsabgeordneten Jörn Thießen.
Im April 2016 veröffentlichte Ben-Hatira über Social-Media-Kanäle ein Bild von sich, auf dem er mit Dopingmitteln zu sehen war und das Ermittlungen der Nationalen Anti-Doping-Agentur (NADA) auslöste. Das Verfahren wurde nach einer negativen Dopingkontrolle im Juni wieder eingestellt.

## Erfolge
Nationalmannschaft
- U21-Europameister: 2009

Vereine
- Tunesischer Meister: 2018
- Deutscher Zweitligameister und Aufstieg in die Bundesliga: 2013

Individuell
- Torschützenkönig der U19-Europameisterschaft: 2007